# Jeorjos Masuras
Jeorjos Masuras (ur. 1 stycznia 1994 w Kiechrinii) – grecki piłkarz występujący na pozycji napastnika w greckim klubie Olympiakos Pireus oraz w reprezentacji Grecji.

## Statystyki

### Klubowe
Na podstawie:
| Klub           | Sezonów | Liga               | Liga  | Liga   | Puchar krajowy | Puchar krajowy | Kontynentalne | Kontynentalne | Suma  | Suma   |
| Klub           | Sezonów | Liga               | Mecze | Bramki | Mecze          | Bramki         | Mecze         | Bramki        | Mecze | Bramki |
| -------------- | ------- | ------------------ | ----- | ------ | -------------- | -------------- | ------------- | ------------- | ----- | ------ |
| Ilisiakos F.C. | ?       | ?                  | ?     | ?      | ?              | ?              | –             | –             | ?     | ?      |
| Panionios GSS  | 5       | Superleague Ellada | 123   | 17     | 25             | 6              | 4             | 1             | 152   | 24     |
| Olympiakos SFP | 6       | Superleague Ellada | 143   | 40     | 22             | 4              | 57            | 8             | 16    | 0      |
|                | Łącznie | Łącznie            | 266   | 57     | 47             | 10             | 61            | 9             | 374   | 76     |

### Reprezentacyjne
Na podstawie:
| Rozgrywki                   | Faza     | M | Gol | Żółta kartka | Czerwona kartka |
| --------------------------- | -------- | - | --- | ------------ | --------------- |
| Mecze towarzyskie           | –        | 6 | 1   | 0            | 0               |
| Liga Narodów UEFA (2018/19) | Grupa C2 | 1 | 0   | 0            | 0               |
| Eliminacje EURO 2020        | Grupa J  | 9 | 1   | 4            | 0               |
| Liga Narodów UEFA (2020/21) | Grupa C3 | 3 | 0   | 0            | 0               |
| Eliminacje MŚ 2022          | Grupa B  | 6 | 1   | 0            | 0               |
| Liga Narodów UEFA (2022/23) | Grupa C2 | 5 | 1   | 0            | 0               |
| Eliminacje EURO 2024        | Grupa B  | 7 | 5   | 0            | 0               |

## Sukcesy
Na podstawie:

### Indywidualne
- Piłkarz roku w Grecji 2021 i 2022
- Zawodnik roku Olympiakosu Pireus

### Klubowe
Z Olympiakosem SFP:
- Mistrz Grecji 2019/20, 2020/21, 2021/22
- Puchar Grecji 2020